# 陽城君
陽城君（？—？），楚国在前4世纪初期的封君。
陽城君与墨家学派的钜子孟胜交好。他让孟胜为自己守卫食邑，剖开璜玉作为符信，约定说：合符以后才能听从命令。前381年（周安王二十一年、楚悼王二十一年）楚悼王死后，大臣们杀害吴起，在停丧的地方伤到了楚悼王的遗体，阳城君参与此事。楚肃王追究阳城君，阳城君逃走了，楚国要收回他的食邑。孟胜和弟子徐弱等一百八十人为阳城君赴死。